# Auguste Mariette
Auguste Mariette (teljes nevén: François Auguste Ferdinand Mariette) (Boulogne-sur-Mer, 1821. február 11. – Kairó, 1881. január 18.) francia régész, egyiptológus, az Académie des inscriptions et belles-lettres tagja. A fáraókori Egyiptom tanulmányozását elsőként helyezte szervezeti alapokra. Szakkarában megtalálta az Ápisz-bikák sírját, a Szerapeumot. (1850-54). Megtisztította a gízai Nagy Szfinx körzetét, és felfedezte Hafré völgytemplomát (1853). Az egyiptomi műkincsek védelmére 1858-ban megalapította az Egyiptomi Régészeti Hivatalt, aminek első igazgatója lett. 1879-ben pasa rangot kapott. Szarkofágja a kairói Egyiptomi Múzeum kertjében áll. Szülővárosában 1882-ben emeltek szobrot a tiszteletére.

## Életrajza
Tizennyolc évesen kezdett dolgozni. 1839-40 között rajzot és franciát tanított az angliai Stratfordban. 1841-ben Coventryben szalagdíszítőként kereste a kenyerét. 1841-ben Douai-ben szerezte meg a főiskolai diplomáját, majd 1843-tól franciatanár volt a Collège de Boulogne-ban. Sorsát az egyiptológiával már huszonévesen eljegyezte, amikor  ráakadt egy rokona, a művész Nestor L’Hôte rajzaira és írásaira, aki ifjúként részt vett a Jean-François Champollion és Ippolito Rosellini vezette egyiptomi expedícióban. Mariette ekkor kezdett egyiptológiát tanulni, s 1847-ben elkészítette a boulogne-i egyiptomi gyűjtemény katalógusát. 1849-ben pedig állást kapott a Louvre-ban, segédkurátor lett. 1850-ben, 29 évesen a Francia Nemzeti Könyvtár küldte ki kopt szövegek felkutatására nemzeti önérzettől vezérelve, mivel nem sokkal azelőtt az angolok találtak ilyen írásokat.

## A Szerapeum megtalálása
Mariette a kairói citadelláról körbetekintve határozta el, hogy Egyiptomban marad és inkább a régészeti rekvizítumokkal foglalkozik. Az első pillanattól kezdve a műemlékek megmentése volt fő célkitűzése, ami azonban csak 1857-ben valósulhatott meg, Muhammad Ali halála után, Szaíd alkirály idejében, aki végre megtiltotta az önkényes ásatásokat és a leletek külföldre szállítását. Ez évben alapította azt a gyűjteményt, amely ma az Egyiptomi Múzeum alapját képezi.
Mariette kiküldői a kopt szövegekről hamar elfeledkeztek, amikor hírét vették, hogy a fiatalember felfedezte a híres Szerapeumot. I. Széthi sírja óta ez volt a legnagyszerűbb felfedezés, s Egyiptom számára pedig ez jelentette az első, meghatározó lépést az ásatás, a megmentés és a megőrzés nemzeti programja felé vezető úton. Mivel 1833-34-ben Lord Curzon, 1839-ben pedig Henry Tattam alaposan kifosztotta a kopt egyház tartalékait Vádi en-Natrúnban, a pátriárka nem szívesen vált meg további értékes szövegektől, így Mariette a figyelmét az egyiptomi kiküldetésének másodlagos céljára, a fáraókori emlékek felkutatására fordíthatta. 
Érdeklődése a Kairóban és Alexandriában megcsodált szfinxek kapcsán Szakkara felé fordult. Jól tudta, hogy Sztrabón, az i.e. 1. századi görög szerző már tett említést a szfinxekkel szegélyezett, homokkal borított útról, amely a Szerapeumhoz, a szent Ápisz-bikák sírjához vezetett, s amelyet már számos expedíció - köztük Bonaparte tábornoké is - hiába keresett. Mariette nyomban hozzáfogott az ásatáshoz, bár sietségében megfeledkezett a szükséges fermán (engedély) beszerzéséről. Nagy örömére sikerült feltárnia egy 200 méter hosszú kőutat, s annak mentén 121 szfinxet talált. Az út egyenesen egy Ápisz templomhoz vezetett, melyet I. Nektanebo építtetett.
1851. november 12-én, egy évvel a kutatások megkezdése után, végre sikerült behatolni a templom alatti katakombába. A három hónappal később tartott megnyitó előtt Mariette eltávolíttatta a sírból a legfontosabb leleteket, hogy megmentse azokat I. Abbász pasa, Egyiptom akkori uralkodója karmaiból, aki neheztelt rá, mert nem tartotta tiszteletben a formaságokat, nem kért fermánt.

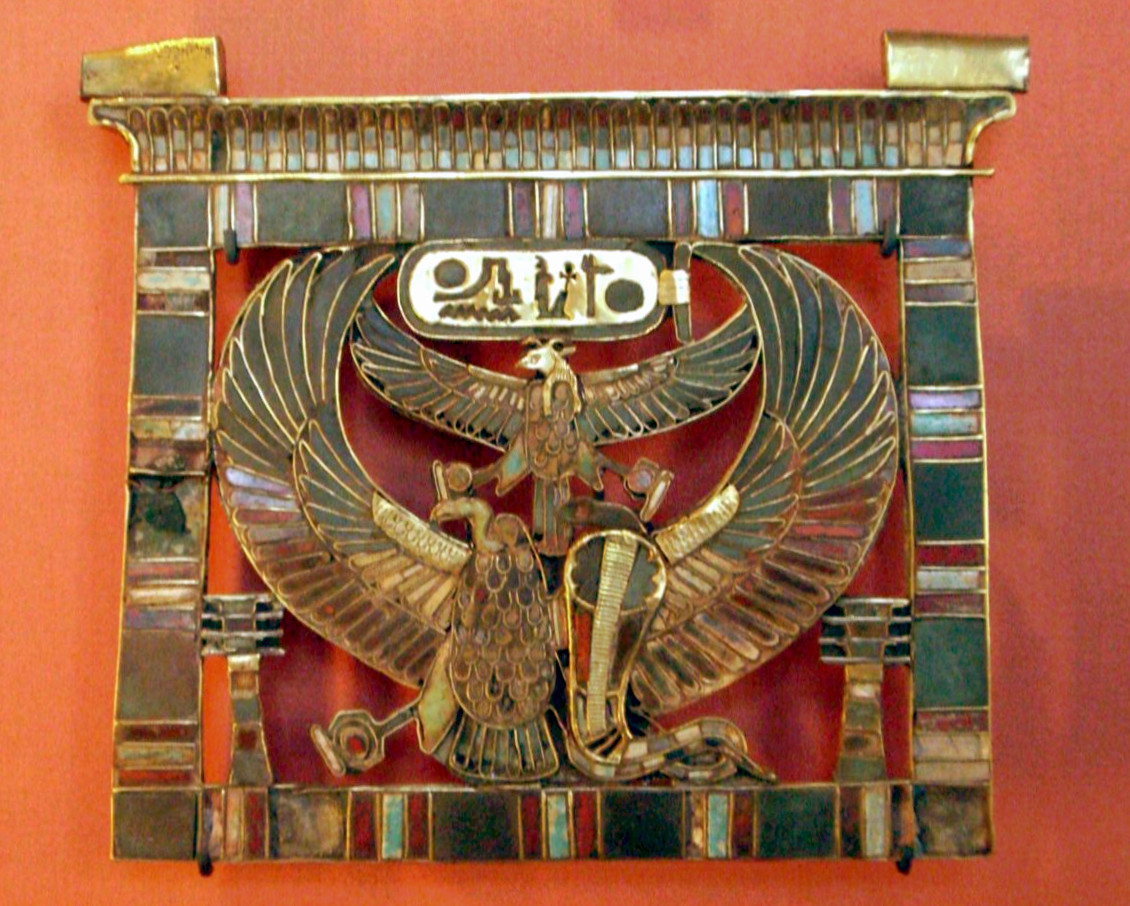
II.Ramszesz kartusát tartalmazó VII. Ápisz berakásos arany melldísz.Louvre

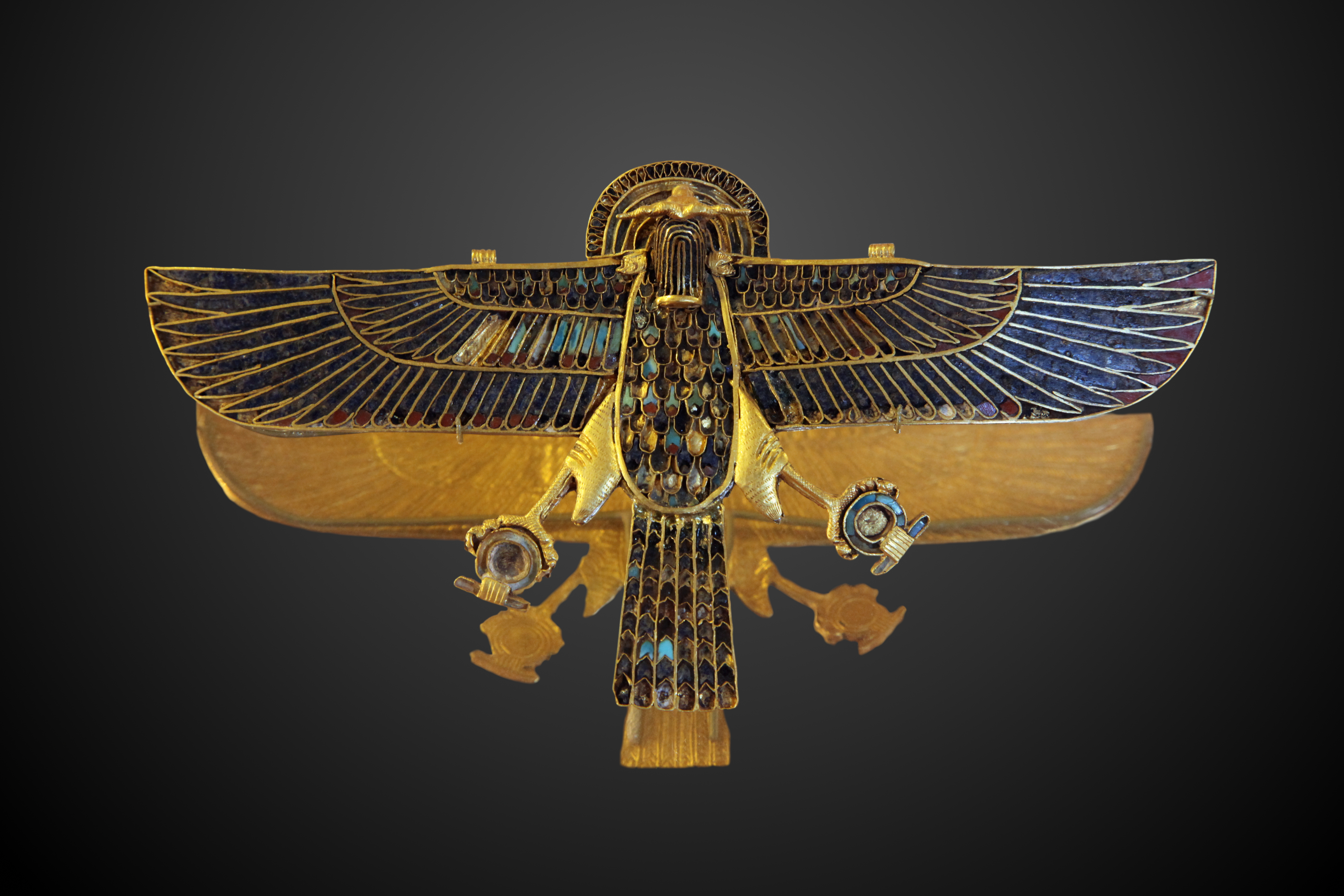
kosfejű aranysólyom melldísz a IX. Ápisz nevű szent bika sírjából

A Szerapeum föld alatti részében hatalmas, homokkő ajtóval lezárt és számos fogadalmi sztélével ellátott, hosszú aknajárat futott végig, amelynek oldalkamrái huszonnégy (egyenként kb. 65 tonna súlyú) szarkofágot rejtettek. Ezeket a XXVI. dinasztia I. Pszammetik fáraójának 52. éve és a ptolemaida kor vége közötti időszakban készítettek a mumifikált Ápisz-bikák tárolására. 1852 tavaszán Mariette újabb járatokra bukkant, ezek kamrái fakoporsós bikatemetkezéseket tartalmaztak II. Ramszesz 30. évétől a XXII. dinasztiáig. E kamrák egyikének felnyitásához kénytelen volt robbantáshoz folyamodni.
1852-ben ugyanitt Mariette egy kisebb bikatemetkezésre bukkant - az eddigi legkorábbira -, amely a XVIII. dinasztiabeli III. Amenhotep uralkodása és a XIX. dinasztia kora közti időszakból származott.
Mariette ezen ásatásokból 230 ládányi anyagot küldött a Louvre-nak. A szponzorok 6000 frankos támogatása búsásan megtérült, s újabb támogatást biztosított a régésznek, aki 1854. szeptember 24-én, a krími háború előestéjén tért vissza Párizsba.

## Kamoszesírja
A visszatérést a piramisok országába a Szuezi-csatorna által híressé vált Ferdinand de Lesseps szervezte meg, aki elterjesztette, hogy III. Napóleon nyughatatlan unokatestvére, Napóleon herceg Egyiptomba készül. Amint az várható volt, a hír nagy izgalmat váltott ki diplomáciai körökben, és egy különös parancs kiadását vonta maga után: „Szaíd pasa kívánsága az volt, hogy az odalátogató herceg minden léptekor régiségekre bukkanjon, s hogy elégséges legyen a szüret, és »Plonplon« idejét se pazarolják, megbízta Mariette-et, hogy a folyón felfelé haladva kutasson fel régiségeket, majd azokat a tervezett útvonal mentén újra ássa el.” (Ugyanez történt 1868-69-ben Edward, walesi herceg - a későbbi VII. Eduárd király - látogatásakor is.)
Így történt, hogy 1857 októberében Szaíd visszahívta Mariette-et Egyiptomba. Mariette az ország több, ígéretes lelőhelyén - Gízában, Szakkarában, Abüdoszban és Elephantinén- állította munkába az embereit. A legfontosabb felfedezésre Thébában, a Drá Abu n-Naga néven ismert területen került sor. Egy egyszerű, festett fakoporsót rejtő sírt találtak. A koporsóban levő múmia azonnal darabokra tört, amint a szabad levegőre került. A sírfelszerelés egyes darabjain I. Jahmesz király neve volt olvasható. Úgy tűnt, hogy az anyag - egy bronz- és egy aranytőr, két oroszlánamulett, egy kartus alakú doboz, egy bronztükör, egy szkarabeusz és néhány amulett - szépen kiegészíti a királyi vendég számára előkészítetteket, amikor a látogatást váratlanul lemondták. Mariette ekkor ravaszul néhány leletet átadott Szaíd pasának, hogy az a meghiúsult látogatás ellenére elküldhesse azokat a hercegnek Párizsba. Ennek köszönhetően nemcsak a hálás Napóleon herceg támogatására számíthatott, hanem arra is, hogy Szaíd pasa jóváhagyja Egyiptom műemlékei fölötti teljes, hivatalos ellenőrzés megszerzésére tett kísérleteit. A fakoporsóról csak ötven évvel később derült ki, hogy Kamosze. Kamósze koporsója valóban gyalázatosan gyenge volt, a személynév pedig egyszerűen, kartus és uralkodói név nélkül állt rajta. Kétségtelen, hogy az újbirodalom végén szétrombolták Kamósze eredeti sírját és kicserélték a koporsót.

## A Régészeti Hivatal élén
1857-ben Szaíd alkirály - Mariette hatására - megtiltotta az önkényes ásatásokat és a leletek külföldre szállítását. Az elkobzott, lefoglalt műkincsekből és Mariette saját leleteiből Bulak városban (ma Kairó része) múzeumot alapított.
1858. június 1-jén Szaíd kinevezte Mariettet a Régészeti Hivatal igazgatójává. Az elkövetkező években az ásatások kiterjedtek egész Egyiptomra, sőt még azon is túlra. A feltárások őrült irama miatt az ásatásokat elég gyakran minden felügyelet nélkül hajtották végre, a munkában nemigen volt rendszer, a dokumentáció minősége pedig gyenge volt, sőt az elkészült iratok nagy része valószínűleg el is veszett, amikor Mariette bulaq-i házát az árvíz elmosta. Ellenségei „forgószél”-nek tartották Mariettet, aki „Egyiptom pusztulására tör”, helyzete azonban ekkor már támadhatatlan volt, mivel élvezte Szaíd bizalmát, akit egyre csodálatosabb leletekkel kápráztatott el.
1858 és 1866 között Mariette körülbelül száz temetkezést fedezett fel Hatsepszut királynő Dejr el-Bahari-i temploma alatt, ahova Théba ősi istenének, Montunak a papjait a harmadik átmeneti kor első kétszázötven évében temették. A múmiák közül többet az 1867. évi világkiállításra Párizsba vittek, ahol egyet III. Napóleon császár és Iszmáíl pasa jelenlétében bontottak ki.
Mariette 1858. évi legnagyszerűbb felfedezései közé tartozik a Der-el Bahariban talált dombormű, ami Punt fejedelmének, Parehunak hatalmas feleségét, Atit ábrázolja.

## Ahhotep koporsója és ékszerei
1859. február 5-én Mariette munkásai ismét gazdag zsákmányra leltek a thébai nekropolisz területén. Megtalálták Ahhotep királyné érintetlen, eredeti koporsóját. A sírmellékletek között fegyvereket, valamint egy aranylegyekből fűzött nyakláncot is találtak, amelyet hagyományosan a harci vitézségért adományoztak. E tárgyak hatására eleinte Kamosze feleségének tartották Ahhotepet, s úgy vélték, a harci jelvényeket a hükszoszok kiűzésében játszott szerepének elismeréseként helyezték a sírba. Ma már korántsem olyan biztosak ebben a tudósok.
Mariette a kincseket szállító hajót a Níluson erőszakkal kerítette a hatalmába, mivel attól tartott, hogy az ékszereket és aranytárgyakat Szaíd pasa szétosztja a háremében. Merészsége végül is eredményre vezetett, mert 1863 októberében megnyílt az új múzeum, amiben az egyre növekvő kincshalmokat őrizték, Szaíd pasa elképzelései szerint addig, amíg nem jönnek kapóra külpolitikai céljai elérése érdekében a nemzetközi diplomácia gépezetének olajozásához. A világkiállításon III. Napóleon felesége, Eugénia császárné szemet vetett a gyűjteményre és nem is titkolta, hogy elfogadná azt ajándékba. Szaíd pasa utóda, Iszmáíl pasa, aki a francia császár kegyeibe akart kerülni, nem ellenezte a kívánság teljesítését, de elismerte, hogy előbb beszélni kell a Régészeti Hivatal igazgatójával. Mariette azonban foglalkozni sem volt hajlandó a gondolattal: kitartott amellett, hogy az ékszerek jogos otthona Egyiptom. A feldühödött Iszmáíl erre beszüntette a francia régész anyagi támogatását, a császár pedig örökre megvonta tőle a segítséget.

## Hafré szobra
Mariette 1860-ban Gízában, Hafré völgytemplomában kutatott a hosszú előcsarnok padlózata alatt. A vizsgálatok során felfedezett egy árkot, amely az épület IV. dinasztiabeli tulajdonosának több szobrát tartalmazta. A csoport legszebb darabja Hafré fáraónak a képmása, amelyet a Hórusz-sólyom védelmez.

## Hesziré sírja
Mariette Gízából Szakkarába helyezte át ásatásai súlypontját. Itt találta meg Heszirének, a lépcsős piramist építő Dzsószer fáraó fő királyi írnokának masztabáját. Az agyagtéglából készült sír felső szerkezete alatt öt különleges, egy méter magas fatáblát leltek, amelyek finom faragású, magas domborművel voltak díszítve. A sír átkutatása után Mariette újra befedette azt, hogy megvédje a rablóktól, vandáloktól és az elemek pusztításától, s így az feledésbe merült. 1911-12-ben James E. Quibell véletlenül bukkant rá újra.
1863-ban Mariette újabb kincseket tárt fel Szakkarában Unisz felvezető útjáról. A föld alatti síregyüttes keleti oldalát két magas rangú tisztviselő vette igénybe – mindkettőjüket Pszammetiknek hívták –, a nyugati oldalon pedig a XXVI. dinasztia egyik királyának leánya és Khedebneithiretbinet nevű felesége nyugodott.

## Mariette és apiramisszövegek

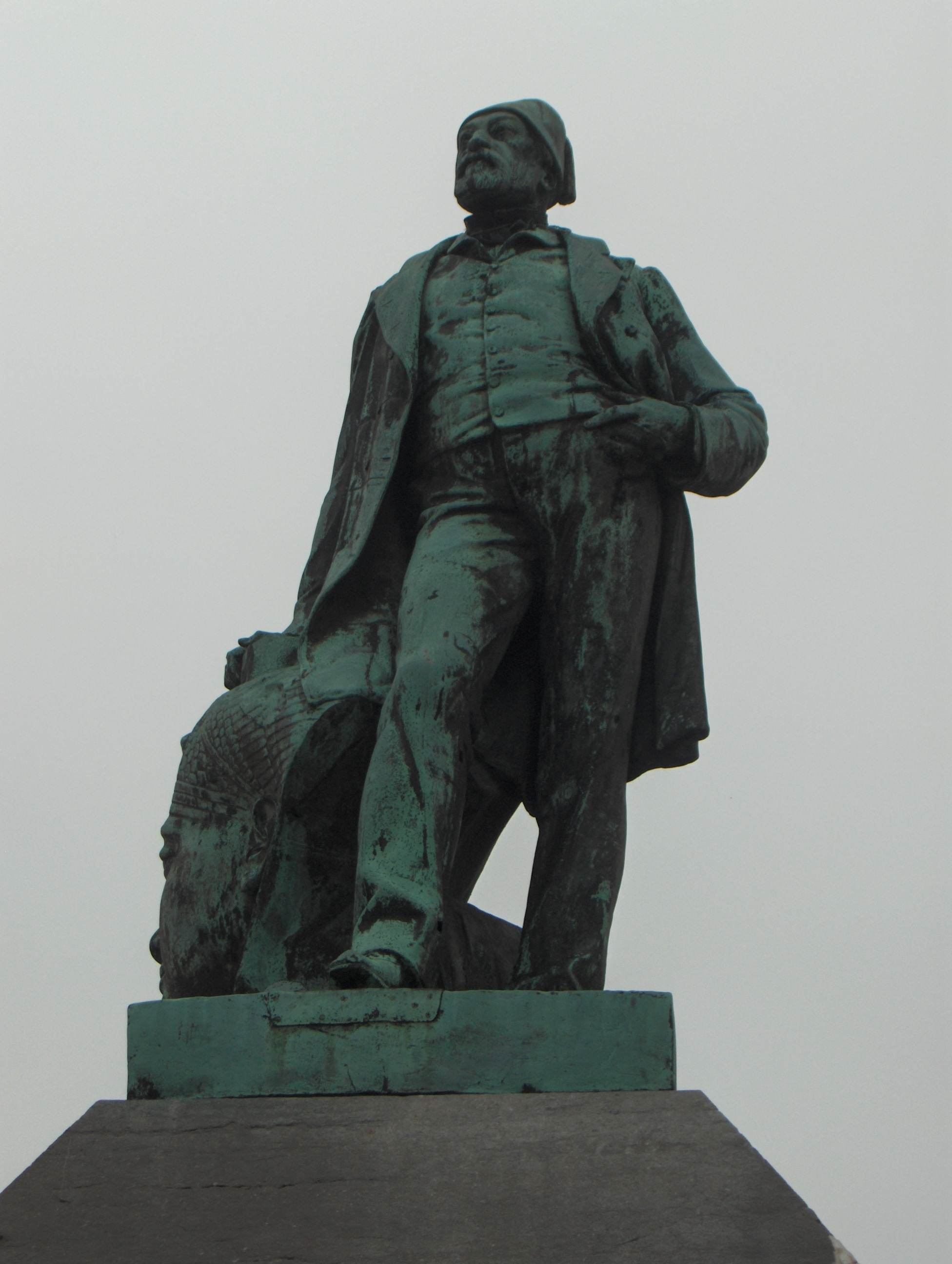
Szobra szülővárosában

1881 elején Brugsch fivérek, (Heinrich Brugsch és Émile Brugsch) egy szakkarai sírkamra feliratának másolatát hozták el Mariette-nek. Mariette megállapította, hogy a lelőhely egy Pepinen nevű magánszemély óbirodalmi masztabasírja lehetett. Gaston Maspero, a Kairói Francia Intézet akkori igazgatója azonban hamar belátta, hogy az idős egyiptológus csak mellébeszél. A „Pepinen” felirat ugyanis egyértelműen az „ez a Pepi” kifejezést takarta és I. Pepi fáraóra utalt, a sír pedig a fáraó düledező szakkarai piramisának belseje volt.
Mariette azért vonakodott beismerni az igazságot, mert makacsul ragaszkodott az egyiptomi archeológia egyik általa felállított aranyszabályához, a „néma piramis” elméletéhez, miszerint a piramisokba soha nem véstek feliratot. Tévedését csak akkor volt kénytelen belátni, amikor megtalálták I. Pepi utódának, I. Merenrének piramisát (amely még őrizte tulajdonosának maradványait - ez a legrégebbi ismert királymúmia). Az eseményre néhány héttel Mariette teljes legyengülése és 1881. január 18-án bekövetkezett halála előtt került sor.